# Aeroportul Port-Menier
Aeroportul Port-Menier (IATA: YPN, ICAO: CYPN) este un aeroport din L'Île-d'Anticosti⁠(d), Minganie Regional County Municipality⁠(d), Côte-Nord⁠(d), Provincia Québec, Canada ce deservește zona Port-Menier⁠(d). Aeroportul a fost tranzitat în 2021 de 11.822 de pasageri. A fost numit după zona deservită.
Situat la o altitudine de 51 m, aeroportul dispune de o singură pistă. Este operat de Transports Québec⁠(d).